# ŽNK Mikanovci Stari Mikanovci
ŽNK Mikanovci, ženski je nogometni klub iz Starih Mikanovaca.

## Povijest
Ženski nogometni klub Mikanovci osnovan je 2015. godine.